# Kotschersgrund
Kotschersgrund ist ein Gemeindeteil der Gemeinde Wilhelmsthal im Landkreis Kronach (Oberfranken, Bayern).

## Geographie
Der Weiler liegt in der Talausläufer der Remschlitz. Eine Gemeindeverbindungsstraße führt nach Eichenleithen (0,4 km westlich) bzw. nach Remschlitz (0,5 km südöstlich).

## Geschichte
Gegen Ende des 18. Jahrhunderts gab es in Kotschersgrund ein Anwesen. Das Hochgericht übte das bambergische Centamt Kronach aus. Die Grundherrschaft über das Söldengütlein hatte das Kastenamt Kronach.
Mit dem Gemeindeedikt wurde Kotschersgrund dem 1808 gebildeten Steuerdistrikt Friesen und der 1818 gebildeten Ruralgemeinde Roßlach zugewiesen. Am 1. Januar 1978 wurde Kotschersgrund im Zuge der Gebietsreform in Bayern in die Gemeinde Steinberg eingegliedert, die ihrerseits am 1. Mai 1978 in die Gemeinde Wilhelmsthal eingegliedert wurde.

### Einwohnerentwicklung
| Jahr      | 001818 | 001861 | 001871 | 001885 | 001900 | 001925 | 001950 | 001961 | 001970 | 001987 |
| Einwohner | 5      | 5      | 3      | 3      | 4      | 9      | 14     | 8      | 17     | 25     |
| Häuser    | 1      |        |        | 1      | 1      | 1      | 1      | 1      |        | 6      |
| Quelle    | [ 5 ]  | [ 7 ]  | [ 8 ]  | [ 9 ]  | [ 10 ] | [ 11 ] | [ 12 ] | [ 13 ] | [ 14 ] | [ 1 ]  |

## Religion
Der Ort ist römisch-katholisch geprägt und gehört zur Kirchengemeinde St. Georg in Friesen, einer Filiale von Kronach.